# Call on Me (Bebe Rexha)
Call on Me è un singolo promozionale della cantante statunitense Bebe Rexha, pubblicato il 31 marzo 2023 come estratto dal terzo album in studio Bebe.

## Descrizione
Call on Me è un brano pop suonato in chiave di Mi minore al tempo di 123 battiti al minuto. Il singolo è stato scritto da Rexha Jin Jin, Dave Gibson e Burns, e prodotto da quest'ultimo.
In un'intervista con Official Charts, Rexha riflette sul tema dell'emancipazione del singolo, affermando: "Se voglio che qualcuno mi soddisfi, non chiamerò nessuno. Posso farlo da sola!".